# Leif Amble-Næss
Leif Amble-Næss, född den 8 maj 1896 i Bjarkøy i Norge, död den 18 januari 1974 i Bromma i Stockholm, var en norsk-svensk skådespelare och regissör.

## Karriär
Amble-Næss engagerades vid Norsk operetteselskap 1915. Han scendebuterade 1916 på Centralteatret i Kristiania, där han var verksam fram till 1926. Därefter var han vid Nationaltheatret, där han gjorde succéuppsättningar av Läderlappen och Glada änkan, och på Chat Noir.
Efter ett gästspel i Köpenhamn 1935–1936 flyttade han till Stockholm 1936, där han engagerades som regissör och revyartist av Björn Hodell, Gustaf Wally och Karl Gerhard. Mellan 1937 och 1961 regisserade han över 20 revyer åt Kar de Mumma. Han regisserade och spelade med i några av Nils Poppes första uppsättningar på Fredriksdalsteatern i Helsingborg på 1960-talet.[källa behövs]
Amble-Næss verkade vid en mängd svenska scener, däribland Oscarsteatern, Blancheteatern, Riksteatern och Folkan. Han medverkade också i flera filmer.

## Familj
Amble-Næss var son till prästen Sighold Didrik Leonhard Næss och Elise Amble. Han var från 1938 gift med skådespelaren Maritta Marke och var far till skådespelaren Lars Amble. Amble-Næss är gravsatt i Sankt Görans kolumbarium i Stockholm.

## Filmografi
Efter Internet Movie Database och Svensk filmdatabas:
- 1931 – Det stora barndopet
- 1933 – En stille flirt
- 1933 – Op med hodet!
- 1939 – Mot nya tider
- 1940 – Med dig i mina armar
- 1941 – Lärarinna på vift
- 1945 – Rattens musketörer
- 1954 – Flottans glada gossar
- 1954 – Seger i mörker
- 1956 – Skorpan
- 1958 – Du är mitt äventyr
- 1963 – Den gula bilen

## Teater

### Regi (ej komplett)
| År   | Produktion                                       | Upphovsmän                                  | Teater                                          |
| ---- | ------------------------------------------------ | ------------------------------------------- | ----------------------------------------------- |
| 1937 | Sverige åt Svensson, revy                        | Kar de Mumma                                | Södra Teatern regi tillsammans med Björn Hodell |
| 1937 | Mitt i stan, revy                                | Kar de Mumma                                | Blancheteatern                                  |
| 1938 | I de bästa familjer, revy                        | Kar de Mumma                                | Blancheteatern                                  |
| 1939 | Tattar-adel, revy                                | Kar de Mumma                                | Blancheteatern                                  |
| 1940 | En herre med svans, revy                         | Kar de Mumma                                | Blancheteatern                                  |
| 1940 | Charleys tant Charley's Aunt                     | Brandon Thomas                              | Södra teatern, flyttad till Vasateatern         |
| 1941 | Flaggan i topp, revy                             | Kar de Mumma                                | Södra teatern                                   |
| 1941 | Kar de Mummas ofullbordade, revy                 | Kar de Mumma                                | Blancheteatern                                  |
| 1942 | Blåjackor Boys in Blue                           | Lajos Lajtai och Lauri Wylie                | Oscarsteatern                                   |
| 1942 | Det glada 40-talet, revy                         | Kar de Mumma                                | Blancheteatern                                  |
| 1942 | Teaterbåten Show Boat                            | Jerome Kern och Oscar Hammerstein II        | Oscarsteatern                                   |
| 1943 | Roberta                                          | Jerome Kern och Otto Harbach                | Oscarsteatern                                   |
| 1943 | Solen har gått upp, revy                         | Kar de Mumma                                | Blancheteatern                                  |
| 1944 | Serenad                                          | Staffan Tjerneld och Lajos Lajtai           | Oscarsteatern                                   |
| 1944 | Och han skämtar för dig, revy                    | Kar de Mumma                                | Blancheteatern                                  |
| 1946 | Kar de Mummas revystuga, revy                    | Kar de Mumma                                | Blancheteatern                                  |
| 1948 | Vaktparad, revy                                  | Kar de Mumma                                | Blancheteatern                                  |
| 1949 | Låt människan skratta, revy                      | Kar de Mumma                                | Blancheteatern                                  |
| 1949 | Vi skrattar igen, revy                           | Nils Perne, Lars Perne och Sven Paddock     | Scalateatern                                    |
| 1950 | Skyll er själva, revy                            | Kar de Mumma                                | Blancheteatern                                  |
| 1951 | Karl Gerhards glädjehus, revy                    | Karl Gerhard                                | Chinateatern Göteborg                           |
| 1951 | Galoppmarknad, revy                              | Kar de Mumma                                | Blancheteatern                                  |
| 1952 | Stockholmskärlek, revy                           | Kar de Mumma                                | Blancheteatern                                  |
| 1953 | Nu blommar Kar de Mumman, revy                   | Kar de Mumma                                | Blancheteatern                                  |
| 1954 | Kar de Mumma-revyn, revy                         | Kar de Mumma                                | Blancheteatern                                  |
| 1955 | Flyttkalas, revy                                 | Kar de Mumma                                | Folkan                                          |
| 1956 | Vi roar oss kungligt, revy                       | Kar de Mumma                                | Folkan                                          |
| 1956 | Värdshusvärdinnan La locandiera                  | Carlo Goldoni                               | Riksteatern                                     |
| 1957 | Ett uppskattat nöje, revy                        | Kar de Mumma                                | Folkan                                          |
| 1958 | Har den äran, revy                               | Kar de Mumma                                | Folkan                                          |
| 1959 | Välkomna till varje pris, revy                   | Kar de Mumma                                | Folkan                                          |
| 1960 | Kar de Mummas slottstappning, revy               | Kar de Mumma                                | Folkan                                          |
| 1961 | Förälskad i Stockholm, revy                      | Kar de Mumma                                | Folkan                                          |
| 1967 | Två små fåglar Karl III. und Anna von Österreich | Manfried Rössner                            | Pionjärteatern                                  |
| 1967 | Sten Stensson Steen från Eslöv                   | Carro Bergkvist                             | Fredriksdalsteatern                             |
| 1968 | Charleys tant Charley's Aunt                     | Brandon Thomas Översättning Carro Bergkvist | Fredriksdalsteatern                             |

### Roller (ej komplett)
| År   | Roll               | Produktion                                                 | Regi                          | Teater              |
| ---- | ------------------ | ---------------------------------------------------------- | ----------------------------- | ------------------- |
| 1936 |                    | Oh, du milde Antonius A Fenclo, Georg Brada och Jara Beneš | Carl Johannesson Karl Kinch   | Oscarsteatern       |
| 1937 | Medverkande        | Sverige åt Svensson, revy Kar de Mumma                     | Björn Hodell Leif Amble-Naess | Södra Teatern       |
| 1941 | Preben Klingenberg | På solsidan Helge Krog                                     | Hans Jacob Nilsen             | Blancheteatern      |
| 1941 | Medverkande        | Kar de Mummas ofullbordade, revy Kar de Mumma              | Leif Amble-Næss               | Blancheteatern      |
| 1944 | Medverkande        | Och han skämtar för dig, revy Kar de Mumma                 | Leif Amble-Næss               | Blancheteatern      |
| 1950 | Medverkande        | Skyll er själva, revy Kar de Mumma                         | Leif Amble-Næss               | Blancheteatern      |
| 1967 |                    | Sten Stensson Steen från Eslöv Carro Bergkvist             | Leif Amble-Næss               | Fredriksdalsteatern |